# North American T-6 Texan

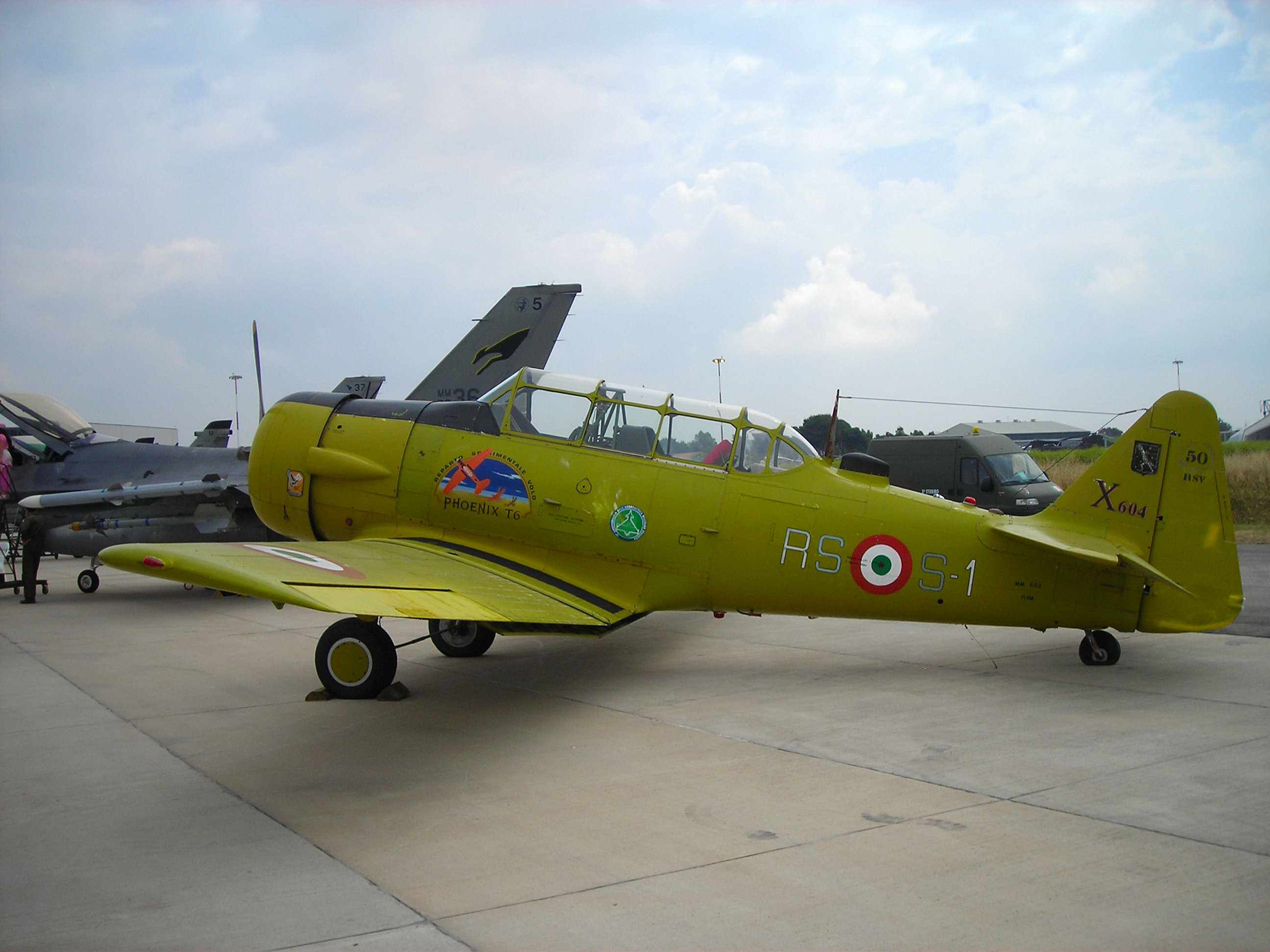
Un T-6 Texan nella livrea dell'Aeronautica Militare.

Il North American T-6 Texan era un monomotore da addestramento avanzato ad ala bassa prodotto dall'azienda statunitense North American Aviation dagli anni trenta del XX secolo.
Utilizzato durante la seconda guerra mondiale dai piloti dell'United States Army Air Corps/Army Air Forces, della United States Navy, della RAF e di tutte le forze aeree del Commonwealth britannico fu uno degli aerei di maggior successo della sua categoria, prodotto per molti anni in migliaia di esemplari. Venne impiegato come addestratore e, nel dopoguerra, anche come macchina da controllo aereo e attacco leggero.
Conosciuto con varie designazioni applicate dalle forze aeree che lo adottarono, come Sk 14 in Svezia, K1OW in Giappone, C6 in Spagna e NAA 57 in Germania ebbe anche uno sviluppo nell'australiano CAC Wirraway.

## Storia del progetto

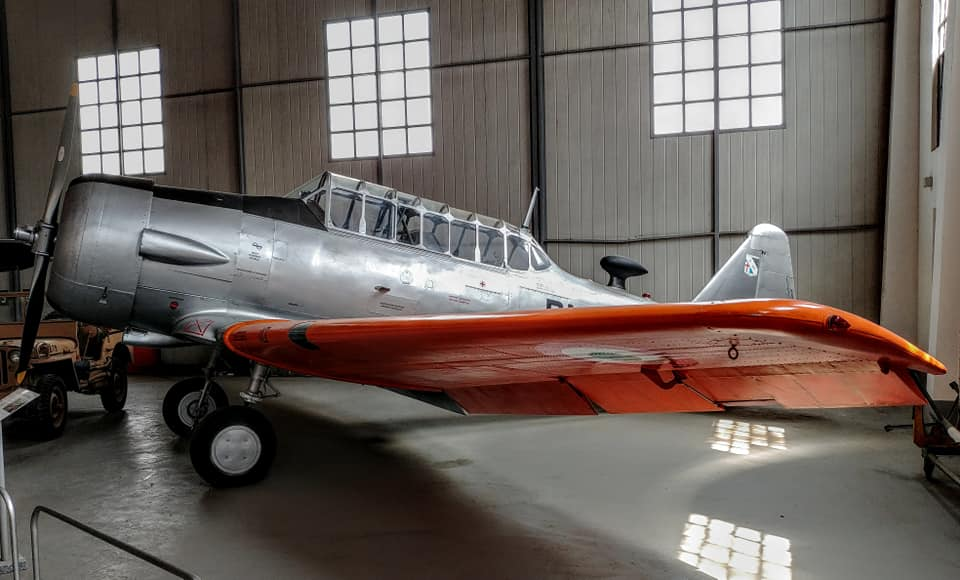
CCF H2M Harvard il T6 costruito su licenza esposto al Parco e Museo di Volandia.

Venne ordinato per la prima volta dall'USAAC, che aveva emesso una specifica per un aereo da addestramento basico a cui la North American Aviation rispose con il prototipo NA-16, che volò per la prima volta il 22 aprile 1935. Il velivolo adottava le soluzioni più moderne per l'epoca (struttura metallica, ala a sbalzo, motore con carenature NACA), ma manteneva il carrello fisso e l'abitacolo scoperto. La ditta produttrice vinse comunque la gara e l'US Army ne ordinò 42 esemplari con la denominazione BT-9. Nel 1936 la North American Aviation lavorò su un altro modello, e, nel 1937, presentò l'NA-26 con carrello retrattile e motore Pratt e Whitney R-1340.
Anche questo modello venne prescelto e venne prodotto con il nome BC-1. Modifiche ulteriori aggiunsero la fusoliera con rivestimento lavorante, i serbatoi strutturali nell'ala e i nuovi raccordi terminali squadrati nell'ala. Nel 1940 l'USAAC mutò la dicitura BC (Basic Combat) in AT (Advanced Trainer) e così il nome dell'aereo divenne AT-6, ma la A scomparirà nel '48. L'azienda non era però in grado di soddisfare le richieste di aerei, nemmeno con la nuova fabbrica a Inglewood costruita quattro anni prima. Venne così terminata una nuova fabbrica a Dallas, in Texas. Da qui l'ultima parte del nome, Texan, che sostituì quella precedente, Harvard, già comune nella RAF, che era uno dei principali acquirenti.

## Utilizzatori

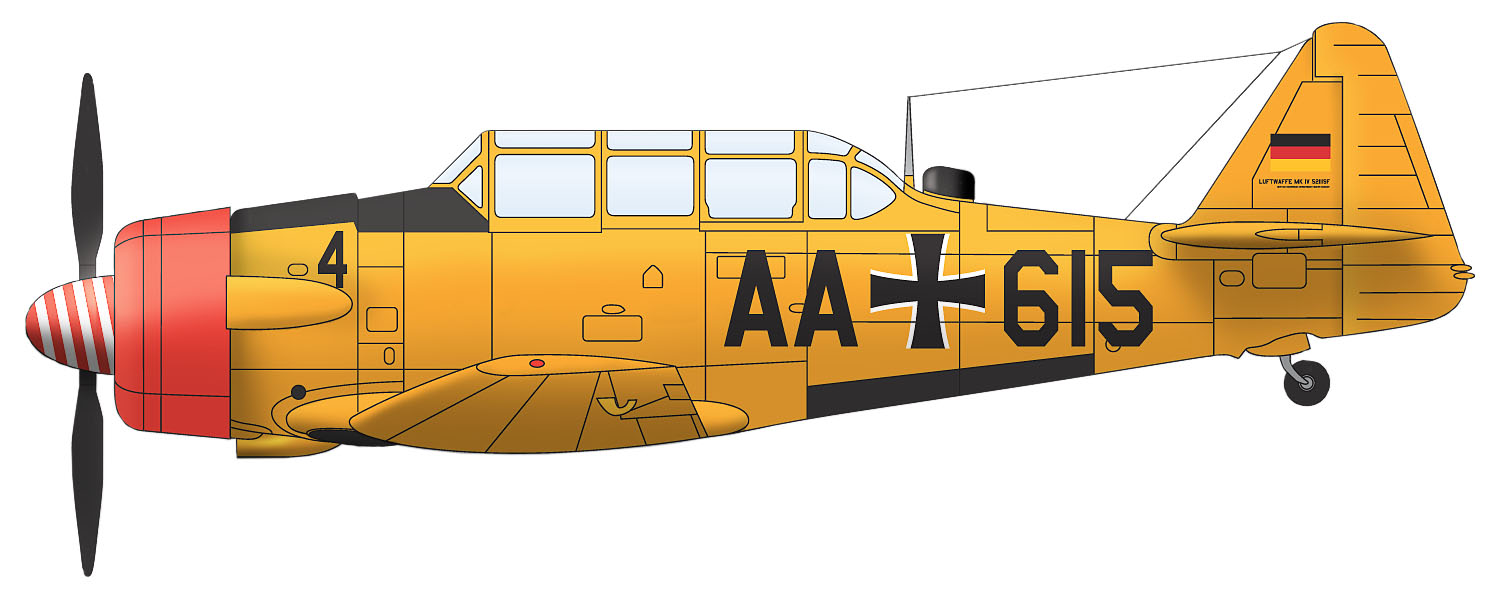
North American T6, Luftwaffe

Argentina
- Aviación Naval

 Austria
- Österreichische Luftstreitkräfte

 Belgio
- Composante air de l'armée belge

 Biafra
- Biafran Air Force

 Bolivia
- Fuerza Aérea de Bolivia
- Aviación de la Fuerza Naval Boliviana

 Brasile
- Força Aérea Brasileira

 Canada
- Royal Canadian Air Force
- Royal Canadian Navy
- National Research Council

 Cile
- Fuerza Aérea de Chile

 Colombia
- Fuerza Aérea Colombiana

 Rep. del Congo
- Armée de l'Air du Congo

 Corea del Sud
- Daehan Minguk Gonggun

 Cuba
- Defensa Anti-Aérea y Fuerza Aérea Revolucionaria

 Danimarca
- Flyvevåbnet

 Rep. Dominicana
- Compañía de Aviación del Ejército Nacional

 El Salvador
- Fuerza Aérea Salvadoreña

 Filippine
- Hukbong Himpapawid ng Pilipinas

 Francia
- Armée de l'air

 Gabon
- Armée de l'air Gabonaise

 Giappone
- Japan Air Self-Defense Force
- Kaijō Jieitai

52 SNJ-5/6 - in servizio dal 1954 al 1966.
 Germania
- Luftwaffe

 Grecia
- Polemikí Aeroporía

108 T-6D/G, Harvard Mk IIA/B e Harvard Mk III ex Royal Air Force ed ex USAF in servizio dal 1947 al 12 marzo 1969.
 Haiti
- Corps d'Aviation d'Garde d'Haiti

 Honduras
- Fuerza Aérea Hondureña

 Hong Kong
- Royal Hong Kong Auxiliary Air Force

 India
- Royal Indian Air Force
- Bhartiya Vāyu Senā

 Indonesia
- Tentara Nasional Indonesia Angkatan Udara

operò con esemplari ex olandesi.
 Iran
- Niru-ye Havayi-ye Shahanshahiy-e Iran

 Iraq
- Al-Quwwat al-Jawwiyya al-'Iraqiyya schiera attualmente undici T-6A[4]

 Israele
- Heyl Ha'Avir

 Italia
- Aeronautica Militare

 Jugoslavia
- Jugoslovensko ratno vazduhoplovstvo i protivvazdušna odbrana

 Katanga
 Laos
- Lao Zhōngguó Rénmín Jiěfàngjūn Kōngjūn

 Libano
- Al-Quwwat al-Jawwiyya al-Lubnaniyya

 Marocco
- Forces royales air

 Messico
- Fuerza Aérea Mexicana

 Mozambico
- Força Populare Aérea de Libertação de Moçambique

 Nicaragua
- Fuerza Aérea de Nicaragua

 Norvegia
- Kongelige Norske Luftforsvaret

 Nuova Zelanda
- Royal New Zealand Air Force

 Paesi Bassi
- Koninklijke Luchtmacht
- Marine Luchtvaartdienst
- Militaire Luchtvaart - Koninklijk Nederlands Indisch Leger

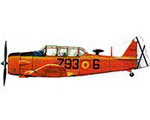
North American T-6, Ejército del Aire

 Pakistan
- Pakistani Fida'iyye

 Paraguay
- Fuerza Aérea Paraguaya
- Armada Paraguaya

 Portogallo
- Força Aérea Portuguesa
- Forças Aeronavais

 Regno Unito
- Royal Air Force
- Royal Navy

 Rhodesia Meridionale
- Southern Rhodesian Air Force

 Sudafrica
- South African Air Force

 Spagna
- Ejército del Aire

30 T-6G in servizio dal 1962 al 1982.
 Stati Uniti
- United States Army Air Corps/Army Air Forces
- United States Air Force
- United States Navy
- United States Marine Corps
- United States Coast Guard

 Svezia
- Svenska Flygvapnet

 Svizzera
- Forze Aeree Svizzere

 Taiwan
- Republic of China Air Force

 Thailandia
- Kongthap Akat Thai

 Tunisia
- Al-Quwwat al-Jawwiyya al-Tunisiyya

 Turchia
- Türk Hava Kuvvetleri

operò con 196 esemplari in varie versioni.
 Unione Sovietica
- Sovetskie Voenno-vozdušnye sily

 Uruguay
- Fuerza Aérea Uruguaya

 Venezuela
- Fuerza Aérea Venezolana

 Vietnam del Sud
- Khong Quan Viet Nam

 Zaire
- Zaire Air Force

## Esemplari attualmente esistenti
Molti sono i Texan giunti sino ai nostri giorni, sia in condizioni di volo che esposti presso complessi museali dei paesi nei quali ha prestato servizio.
Attualmente nelle strutture museali italiane sono presenti due esemplari, al Museo storico dell'aeronautica di Vigna di Valle a Bracciano (Roma) e al Museo dell'aria e dello spazio di San Pelagio, Due Carrare (PD), entrambi nella tipica livrea color arancio delle scuole di volo dell'Aeronautica Militare. Ne esiste uno anche al Museo della scienza e della tecnica a Milano. Un esemplare è esposto anche presso il 112° Deposito Sussidiario dell'Aeronautica Militare, a Asparetto di Cerea (VR) e uno presso il 111° deposito sussidiario dell'Aeronautica Militare a Castello d'Annone (AT).
Un esemplare è conservato anche nel giardino di Palazzo Alidosi a Castel del Rio (BO), di proprietà del locale Museo della Guerra-Linea Gotica.
Presso l'aeroporto militare di Fertilia-Alghero è esposto, come "Gate Guardian", l'esemplare MM53831 (T-6H) nella livrea in giallo canarino utilizzata per i T-6 di produzione canadese in servizio nell'AMI.
Un altro esemplare è esposto sulla Via Portuense a Roma presso l'ingresso del deposito dell'Aeronautica Militare con le insegne del Cavallino Rampante nero in campo bianco.
Un Texan T-6G con livrea arancio è posizionato all'inizio della Via Cassanese proprio all'ingresso della città di Segrate (MI), su una rotonda intitolata all'Aeronautica Militare Italiana (inaugurata l'11 maggio 2014).
Un T6 è presente a Quinzano d'Oglio quale monumento della Sezione Arma Aeronautica locale, in buone condizioni, acquistato dall'Amministrazione Comunale nel 1984 e donato, prima alla Sezione Combattenti e Reduci e poi all'Arma Aeronautica medesima.
Un esemplare di questo aereo è esposto presso il Politecnico di Bari ove è tornato dopo un'operazione di restauro eseguita ad opera dei militari dell'aeronautica di stanza presso il XXXVI stormo di Gioia del Colle in provincia di Bari. L'aereo è stato riconsegnato alla struttura universitaria in occasione della festa delle matricole dell'anno accademico 2016/17.
Nuova vita anche per l'esemplare usato come "gate guardian" prima al Sesto Deposito Aeronautica Militare e poi al Centro Tecnico Rifornimenti di Fiumicino: il Secondo Gruppo Manutenzione Autoveicoli dell'Aeronautica Militare di Forlì, dopo una approfondita ricerca storica, lo ha completamente restaurato nel 2019, con la livrea e i "font" originali dell'epoca, di modo che il velivolo possa essere usato sia come ricordo storico sia per eventuali ricorrenze o celebrazioni.
Un esemplare restaurato dal 311º Gruppo Reparto Sperimentale Volo di Pratica di Mare e perfettamente funzionante si trova presso il Museo Internazionale delle Guerre Mondiali nel comune di Rocchetta al Volturno (IS).
A tutto il 1984, due esemplari, uno con la livrea verde e l'altro con la livrea gialla, erano (e forse lo sono stati anche in seguito) esposti nel cortile della scuola militare Fabbri dell'aeronautica, ex S.A.R.V.A.M., a Viterbo.

## Modellismo
- Monogram (cod 5306), scala 1/48. Modello vintage, stampato ad iniezione di buona qualità. Permette di realizzare un AT-6 (Advance trainer) TA-491
- Revell (cod. 4039), scala 1:48, difficile reperibilità. Materiali: plastica (51 pezzi), decalcomanie per una sola versione (Reno Racer). Qualità buona.[9]
- HobbyBoss, scala 1:72.

## Velivoli comparabili
Regno Unito
- Miles Master